# Клифт, Роберт
Роберт Джон Клифт (англ. Robert John Clift, род. 1 августа 1962, Ньюпорт) — английский и британский хоккеист (хоккей на траве), полузащитник и нападающий. Олимпийский чемпион 1988 года, участник летних Олимпийских игр 1992 года, серебряный призёр чемпионата мира 1986 года, серебряный призёр чемпионата Европы 1987 года.

## Биография
Роберт Клифт родился 1 августа 1962 года в британском городе Ньюпорт в Уэльсе.
Окончил школу Баблейк в Ковентри и Ноттингемский университет. По профессии — банковский работник.
Играл в хоккей на траве за Ноттингем и Саутгейт, откуда в 1989 году перешёл в «Ист-Гринстед».
В 1982 году дебютировал в составе сборной Англии.
В 1986 году в составе сборной Англии завоевал серебряную медаль чемпионата мира в Лондоне.
В 1987 году в составе сборной Англии завоевал серебряную медаль чемпионата Европы в Москве.
В 1988 году вошёл в состав сборной Великобритании по хоккею на траве на летних Олимпийских играх в Сеуле и завоевал золотую медаль. Играл в поле, провёл 7 матчей, мячей не забивал.
В 1992 году вошёл в состав сборной Великобритании по хоккею на траве на летних Олимпийских играх в Барселоне и завоевал золотую медаль. Играл в поле, провёл 7 матчей, мячей не забивал.
В течение карьеры провёл за сборную Великобритании 52 матча, за сборную Англии — 75.